# Toshogu

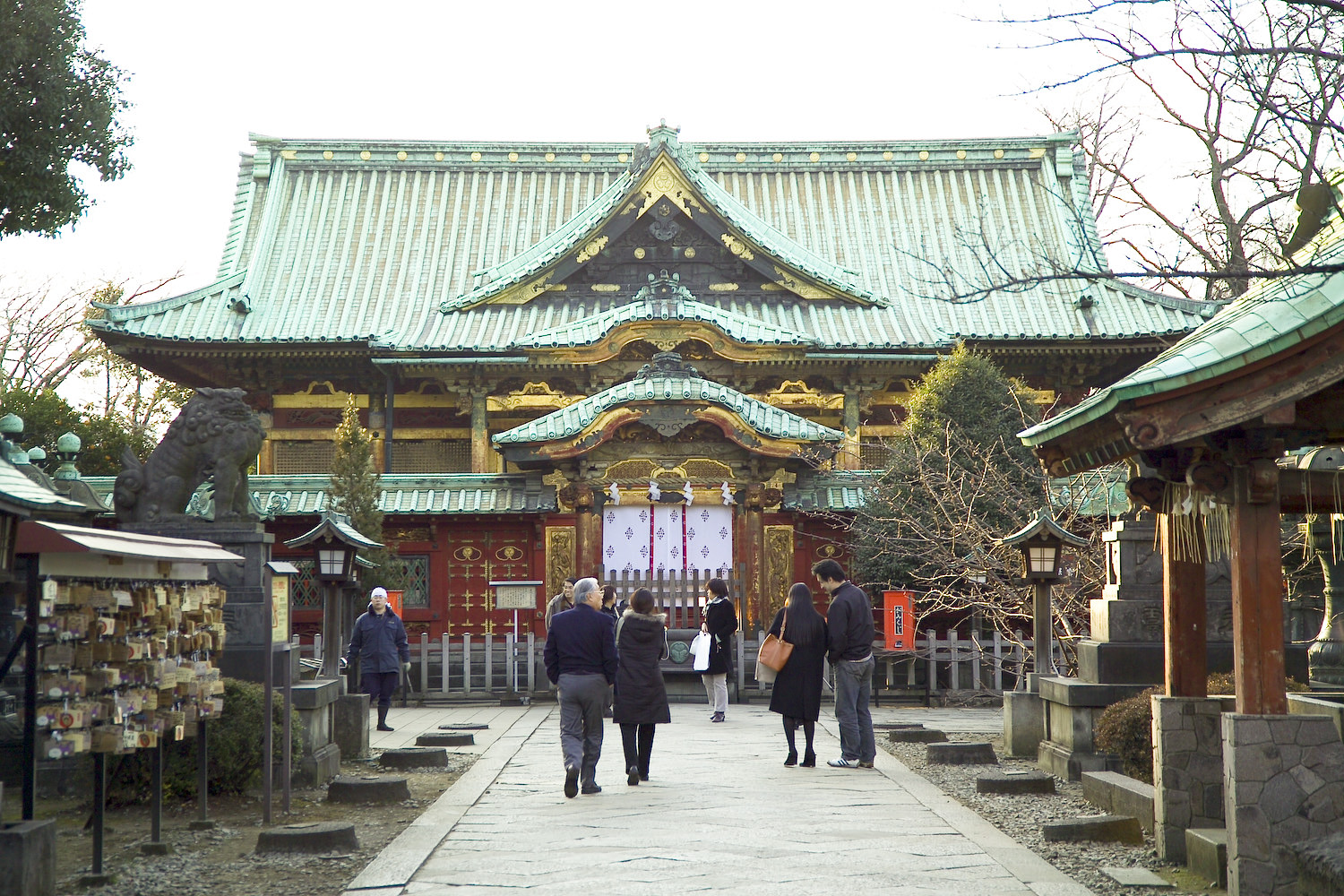
Het Tōshō-gū-schrijn in het Uenopark

Tōshō-gū (Japans: 東照宮) is de naam die gegeven wordt aan elk shintoschrijn  waarin Tokugawa Ieyasu, de stichter van het laatste shogunaat van Japan, wordt vereerd onder de naam Tōshō Dai Gongen. 
Men vindt Toshogu-schrijnen verspreid over Japan. Het beroemdste schrijn, de Nikko Toshogu, bevindt zich in de stad Nikkō in de prefectuur Tochigi. Het is een van de populairste toeristische bestemmingen in Japan. 
Andere bekende Toshogu-schrijnen vindt men in het Uenopark in Tokio en in Kunozan in de prefectuur Shizuoka.